# Анталь Больварі
Анталь Больварі (угор. Antal Bolvári, 6 травня 1932 — 8 січня 2019) — угорський ватерполіст.
Олімпійський чемпіон 1952, 1956 років.